# Journalisme sportif en France
Un journaliste sportif est un journaliste qui s'est spécialisé dans le domaine du sport. 

## Une sous-profession
Les journalistes sportifs sont regroupés dans des syndicats. En France l'Union syndicale des journalistes sportifs de France regroupe 2500 adhérents.

## Formation et accès au métier

### France
En France, l’accès au journalisme n’est pas subordonné à l’obtention d’un diplôme précis. Cependant, la Convention collective nationale de travail des journalistes affirme « l’intérêt des parties contractantes pour la formation professionnelle et souhaite que les débutants aient reçu un enseignement général et technique aussi complet que possible ».
De la sorte, le fait d’avoir satisfait à l’une des formations dites « reconnues par la profession » c'est-à-dire reconnues par la Commission Paritaire Nationale de l'Emploi des Journalistes (CPNEJ) - et d’être titulaire du diplôme de fin d’études - diminue de moitié la durée du stage de deux ans requis pour accéder au statut de journaliste titulaire.
En 2013, les 14 formations reconnues par la CPNEJ sont :
- Centre de formation des journalistes (CFJ - Paris)
- Centre universitaire d’enseignement du journalisme (CUEJ - Strasbourg)
- École des hautes études en sciences de l'information et de la communication (CELSA Paris-Sorbonne - Neuilly-sur-Seine)
- École de journalisme de Sciences Po Paris (IEP - Paris)
- École de journalisme et de communication d'Aix-Marseille
- École de journalisme de Toulouse (EJT - Toulouse)
- École supérieure de journalisme de Lille (ESJ - Lille)
- École de journalisme de Grenoble
- École de journalisme de Cannes (EJC - IUT Côte d'Azur, site de Cannes)
- Institut français de presse (IFP - Paris)
- Institut pratique du journalisme de Paris Dauphine (IPJ - Paris)
- Institut de journalisme Bordeaux-Aquitaine (IJBA - Bordeaux)
- Institut universitaire de technologie de Lannion (IUT de Lannion)
- École publique de journalisme de Tours (EPJT - Tours)

D'autres formations de qualité, comme l'Institut supérieur de la communication, de la presse et de l'audiovisuel (ISCPA), Institut des Médias, présent à Lyon et Paris ou l'ESJ Paris École supérieure de journalisme de Paris notamment, créée en 1899 ne sont pas reconnues par la profession, via le dispositif prévu par la Convention collective nationale de travail des journalistes, en raison du choix pédagogique de ne pas assurer le nombre d'heures d'enseignement requis.

## Couverture: pluralité des sports

### Dominance du football
La dominance du football est liée au fait que le football est le sport le plus populaire au monde, et les commentateurs de ce sport sont donc plus connus puisqu'ils sont plus suivis (exemples de commentateurs de football français : Jean Resseguié, Frédéric Hermel, Thierry Roland, Thierry Gilardi, Denis Balbir)

## Différents supports

### Presse écrite

#### Le monopole deL'Équipe
Le journal L'Équipe est le quotidien sportif national le plus connu et possède donc un monopole dans le journalisme sportif. Unique support papier d'information sportive généraliste, il est une référence dans la presse sportive aussi bien en France qu'en Europe. 
Durant l'Occupation, L'Auto, principal quotidien sportif de l'époque, est mis sous l'égide des allemands et sert de propagande contre la Résistance. Lors de la Libération, sa publication est interrompue pour collaboration. C'est alors que Jacques Goddet, patron de la rédaction et directeur du Tour de France, utilise ses relations avec la Résistance pour réhabiliter le journal sous un autre titre. L’Équipe paraît à partir du 28 février 1946 et devient quotidien deux mois plus tard. En juin 1946, il absorbe son concurrent Élans, journal sportif d'influence socialiste en difficulté financière. Sports, un autre quotidien né en 1946 et dirigé par le Parti Communiste, devient hebdomadaire en 1947 puis disparaît en 1948. L'Équipe, profitant de l'héritage des moyens techniques, humains et financiers de L'Auto, peut désormais exercer sa suprématie. Racheté en 1965 par le groupe Amaury, L'Équipe favorise le traitement des deux sports les plus populaires de l'Hexagone : le football et le cyclisme. Cependant, il continue de couvrir l'ensemble des disciplines afin de décourager une éventuelle concurrence. Le quotidien traite également des sports mécaniques d'où son slogan « Le quotidien du Sport et de l'Automobile ». En 1987, le quotidien Le Sport tente de concurrencer le monopole de L’Équipe mais cesse de paraitre au bout de quelques mois. De même, en novembre 2008, L’Équipe voit arriver deux concurrents : Le 10 Sport (créé par Michel Moulin) et Aujourd'hui Sport (projet créé en réponse par le groupe Amaury). Mais le premier est devenu un hebdomadaire et le second a rapidement cessé de paraître.
Aujourd'hui, la qualité rédactionnelle de L’Équipe est incontestée et en fait un journal de référence. Le traitement de l'ensemble des disciplines sportives est très pointu même si certains choix éditoriaux sont parfois critiqués. On peut citer par exemple sa relation avec l'équipe de France de football qui a été tumultueuse ces quinze dernières années (Plan anti-Jacquet, positivisme exagéré pré-Mondial 2002, révélations pendant la coupe du monde 2010). Grâce au principe de protection des sources d'information des journalistes auquel est attachée la rédaction du journal, L'Équipe a produit de nombreuses révélations importantes dans le monde du sport, avec plusieurs scoops défrayant la chronique. De plus, le conflit d'intérêts dans le traitement du cyclisme entre le journal et son actionnaire (ASO), ont provoqué d'importants remous. En février 2013, une polémique éclate après que le quotidien sportif ait proposé deux couvertures différentes en fonction de la région de distribution à la suite du classique PSG-OM. 
Ses Unes ont grandement participé à la renommée du journal dont la plus célèbre : « POUR l'ÉTERNITÉ » (1 645 907 exemplaires vendus) du 13 juillet 1998, lendemain de la victoire des Bleus en finale de la coupe du monde.

### Télévision

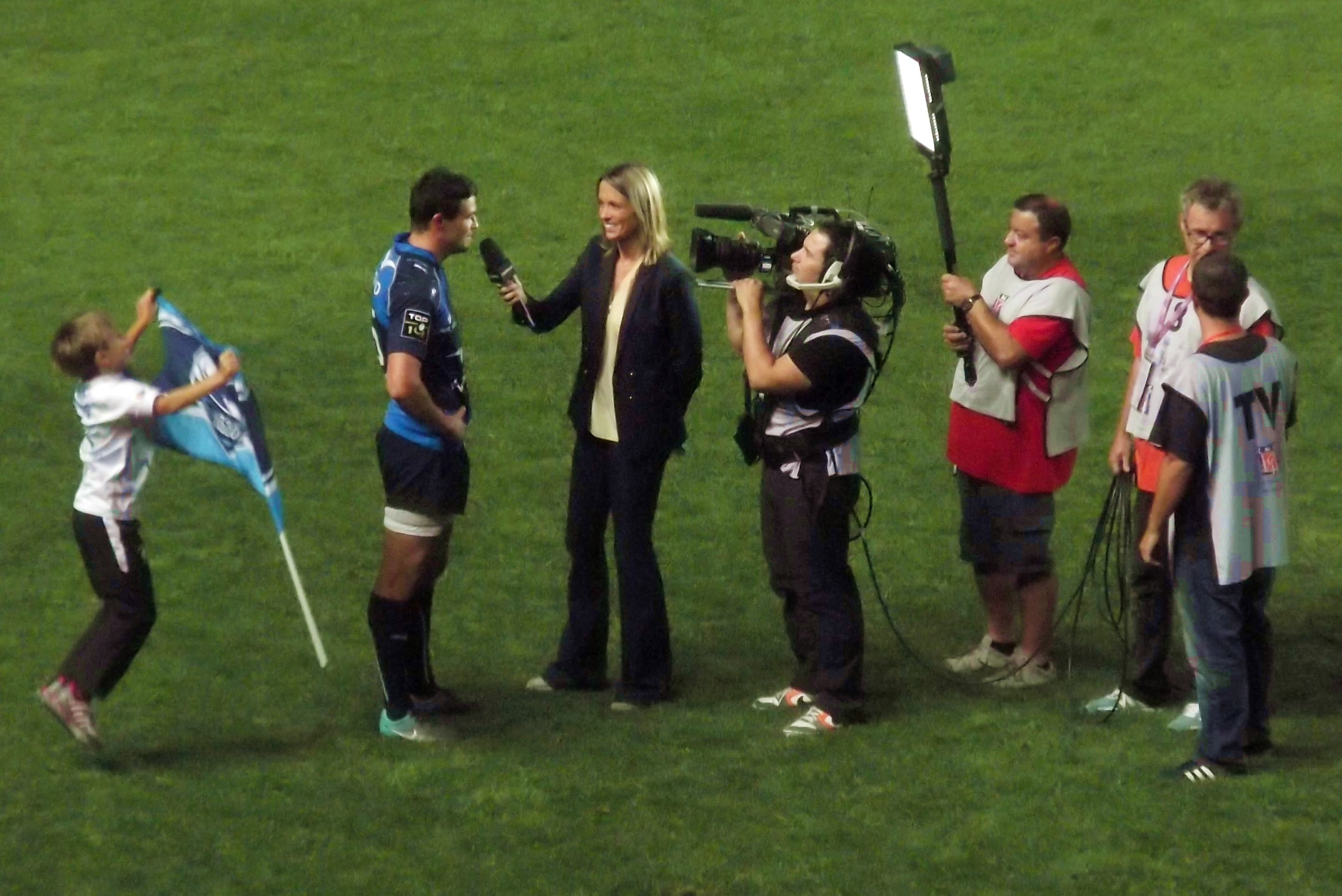
La journaliste Isabelle Ithurburu, accompagnée par son équipe technique, interviewe le rugbyman Anthony Floch.

## Les Grands Noms
Parmi les  sportifs, citons Henri Desgrange, Géo Lefèvre, Gabriel Hanot, Georges Briquet, Jacques Goddet, Jean Eskenazi, Jacques Thibert, Félix Lévitan, Pierre Chany, Robert Chapatte, Roger Couderc, Pierre Salviac, Thierry Roland, Thierry Gilardi, Mel Allen, Red Barber, Vin Scully, George Plimpton, Roger Kahn, Nelson Monfort, Christophe Pacaud, Pierre Ménès, Hervé Mathoux, Daniel Riolo et Jacques Verdier